# Soyra
Soyra är ett berg i Eritrea.   Det ligger i regionen Debubregionen, i den centrala delen av landet, 90 km sydost om huvudstaden Asmara. Toppen på Soyra är 3018 meter över havet.
Terrängen runt Soyra är kuperad åt sydväst, men åt nordost är den bergig. Runt Soyra är det ganska glesbefolkat, med 42 invånare per kvadratkilometer. Närmaste större samhälle är Adi Keyh, 18,8 km nordväst om Soyra. Omgivningarna runt Soyra är i huvudsak ett öppet busklandskap.